# Протасьев, Владимир Александрович
Влади́мир Алекса́ндрович Прота́сьев (1855 — 17 [30] марта 1909, Киев) — российский инженер путей сообщения, начальник Киевского округа путей сообщения.

## Биография
Родился в Киеве в 1855 году. Его отец — Александр Иванович Протасьев, действительный статский советник с 1873 года, умер в 1888 году.
В 1877 году окончил Институт путей сообщения в Санкт-Петербурге, после этого был зачислен производителем работ в железнодорожный батальон. В 1879 году занял должность инженера на Лозово-Севастопольской железной дороге, через два года перешёл на Юго-Западные железные дороги. В 1882 году был назначен начальником Искусственного отделения правления Киевского округа путей сообщения. При содействии Протасьева произведены крупные земляные работы по Днепру и его притокам (исправлено течение реки у Киева и Екатеринослава), это вызвало необходимость учредить новый особый механический отдел при правлении.
В 1905 году был назначен помощником Киевского округа путей сообщений, в 1906 году — начальником Киевского округа путей сообщений с производством в действительные статские советники.
Умер в Киеве 17 (30) марта 1909 года.